# Jundishapur
Jundishāpūr (così in arabo, ma in persiano: گندیشاپور, Gundeshapur, pahlavi: Gund-ī Shāh Pūr, nota anche sotto i nomi di Gondeshapur, Jondishapoor, Jondishapur, Jondishapour, Gundishapur, Gondêšâpur, Jund-e Shapur, Jundê-Shâpûr, etc.), fu il centro intellettuale dell'Impero sasanide (224-651 d.C.) e la sede della nota "Accademia di Gundishapur". Era situata nell'attuale regione iraniana del Khuzestān, nel sud-ovest del paese, non lontano dal fiume Karun. In siriaco la città era chiamata Bēṯ Lapaṭ (Beth Lapat), e fu sede di una arcidiocesi metropolitana della Chiesa d'Oriente, attestata sin dal III secolo.

## Storia

### Dalla fondazione al VII secolo
Gundeshapur fu fondata nel 271 dallo scià sasanide Sapore I (Shāpūr I, 241-272), che gli diede il proprio nome (Gund-Dēz-ī Shāpur significa infatti "Cittadella di Shapur" in lingua pahlavi). Sapore I sconfisse l'esercito romano dell'imperatore Valeriano. Furono fatti prigionieri non solo i soldati, ma anche gli ingegneri e i medici che operavano al seguito delle truppe, che furono costretti a costruire la nuova città (edifici, ponti, dighe). Come specificato nella Cronaca di Seert, i primi abitanti furono deportati dalla Mesopotamia (quindi erano cristiani siriaci). L'alto clero, a partire dal vescovo Demetrianos, fu prelevato da Antiochia, sede vescovile dei cristiani di Mesopotamia. 
Pochi anni dopo la fondazione della città il profeta manicheo Mani fu imprigionato e morì in Khuzestān (276), anche se non è certo che sia morto proprio a Gundeshapur. Si sa con certezza che la condanna a morte fu comminata nella città, poiché era sede provinciale del tribunale del regno.
Sapore II (309-379) fece di Gondeshapur la propria capitale.

### Sotto il dominio musulmano
Ancora nel VII secolo la città era abitata prevalentemente da cristiani siriaci. La dinastia sasanide cadde sotto gli attacchi degli eserciti musulmani nel 638. L'Accademia sopravvisse però al cambio di padroni e sopravvisse per numerosi secoli come istituzione islamica di studi superiori. Con essa rivaleggiò più tardi l'istituzione culturale fondata dal califfo abbaside di Baghdad Hārūn al-Rashīd, notevolmente ampliata da suo figlio al-Maʾmūn nell'832: la famosa Bayt al-Ḥikma, la "Casa della Sapienza". Colà furono imitati i metodi di Gundishapur e la Casa della Sapienza fu affidata a diplomati dell'antica Accademia di Gondeshapur. Si crede che la Bayt al-Ḥikma sia stata chiusa dal successore di al-Ma'mūn, il califfo al-Mutawakkil, ma a quel tempo il baricentro intellettuale islamico aveva cominciato già ad allontanare da Baghdad, preda di violente convulsioni politiche e istituzionali.
L'importanza di Gondeshapur declinò gradualmente. Lo scrittore e geografo del X secolo al-Muqaddasī, citato dallo studioso Guy Le Strange, descrive una Jundishapur ormai caduta in rovina.

## L'Accademia di Gundishapur
Gundishāpūr fu la sede di uno tra i più noti ospedali dell'antichità e dell'annessa scuola medica, che comprendeva anche una biblioteca. Fu fondata da sapienti che provenivano dalla Mesopotamia e dalla Scuola di Edessa, quindi di etnia siriaca. 
L'Accademia comprendeva due facoltà d'insegnamento (Filosofia e Medicina), un ospedale (ritenuto il più antico ospedale universitario conosciuto), una biblioteca e un osservatorio astronomico. Il corpo insegnante era versato non solo sulle tradizioni zoroastriane e persiane, ma insegnava anche il greco e le lingue indiane. Secondo gli storici, la Cambridge dell'Iran, fu il centro medico più importante del mondo antico (definito come il territorio comprendente l'Europa, il bacino del Mediterraneo e del Vicino oriente), nel corso del VI e VII secolo. 

## Jundishapur in epoca moderna

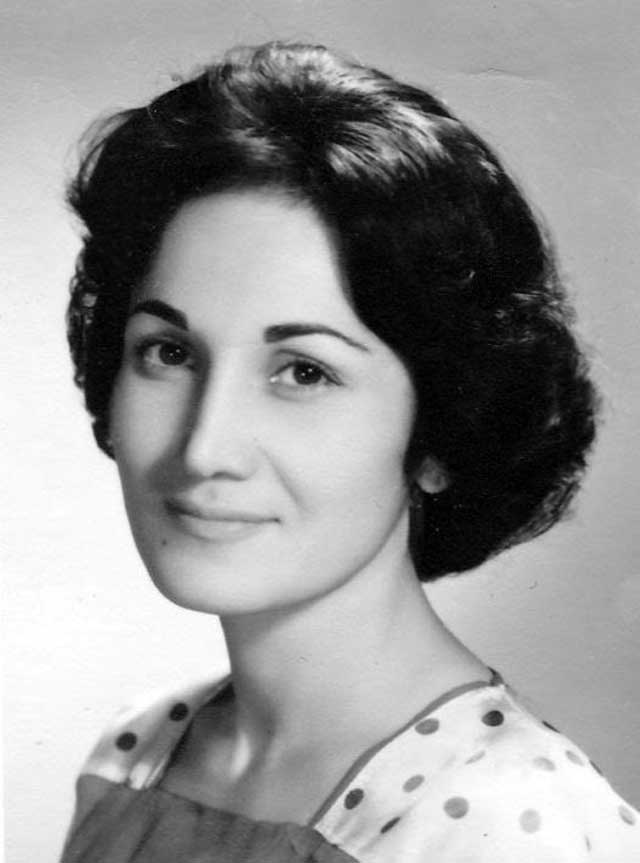
Poco dopo la fondazione della scuola moderna di Gundishapur, la dottoressa Tal'at Basāri è stata nominata vice rettore dell'università, prima donna a ricoprire questo incarico in una università dell'Iran.

Sotto la dinastia Pahlavi, l'eredità di Gundishapur è stata onorata con la fondazione dell'Università di Gundishapour e della sua sorella gemella, l'Università di Scienze mediche di Gundishapour, nella città di Ahvaz nel 1959. L'Università di Scienze mediche di Gundishapour ricevette il nome del suo antico fondatore sassanide, donatole dal suo fondatore e primo rettore, Mohammad Kar, padre di Cyrus Kar, ad Ahvaz nel 1959. Nel 1981, l'università di Gundishapur è stata rinominata Università di Ahvaz "Shahid Chamran", in onore di Mostafa Chamran. 
Successivamente è stata rinominata Università di Scienze mediche di Gundishapour Ahvaz. Se si considera che l'università di Gundishapur venne fondata dal re persiano Sapore I, essa ha più di 1 700 anni, ed è la più antica università esistente al mondo.
L'antica Gundishapur è stata oggetto di scavi archeologici. Gli esperti del Centro di ricerca archeologica del Patrimonio Culturale dell'Iran e l'Istituto Orientale dell'Università di Chicago hanno condotto scavi a partire dall'anno 2006.